# Colonia Ojo de Agua, Morelos
Colonia Ojo de Agua är en ort i Mexiko.   Den ligger i kommunen Amacuzac och delstaten Morelos, i den sydöstra delen av landet, 100 km söder om huvudstaden Mexico City. Colonia Ojo de Agua ligger 955 meter över havet och antalet invånare är 188.
Terrängen runt Colonia Ojo de Agua är kuperad åt sydväst, men åt nordost är den platt. Runt Colonia Ojo de Agua är det ganska tätbefolkat, med 104 invånare per kvadratkilometer. Närmaste större samhälle är Puente de Ixtla, 7,3 km öster om Colonia Ojo de Agua. Omgivningarna runt Colonia Ojo de Agua är en mosaik av jordbruksmark och naturlig växtlighet.